# دهستان تنگه سلیمان

موقعیت دهستان تنگه سلیمانِ بخش کلیجان رستاق در شهرستان ساری. روستای ورکی در میانهٔ این دهستان

دهستان تنگه سلیمان، دهستانی است از توابع بخش کلیجان رستاق شهرستان ساری در استان مازندران.
جمعیت این دهستان بر اساس سرشماری سال ۱۳۹۵ در حدود (۱٬۰۰۸ خانوار) ۲٬۶۰۷ نفر است.